# Пелешок Сергій Григорович
Пелешок Сергій Григорович (6 березня 1958, Рівне, Україна — 21 квітня 2020, Рівне, Україна) — український автогонщик, 16-разовий чемпіон України у 6 дисциплінах автоспорту: автомобільного багатоборства (1985 — двічі, 1986, 1987, 1988, 1989, 1990), автомобільного слалому (1998 — тричі), кільцевих автоперегонів (1996), гірських гонок (2001 — двічі), ралі на серійних автомобілях (2000), трекових гонок (2001, 2003).

## Біографія
Народився 6 березня 1958 у Рівному.
У 1982 році він дебютував у гонках у дисципліні «швидкісне маневрування» і в тому ж році очолив особистий і командний залік. Згодом став багаторазовим Чемпіоном України зразу у декількох видах перегонів.
Очолював рівненський автомобільний клуб «МІР», був організатором багатьох перегонів. Президент Рівненського автомотоклубу.
У 1990 році отримав звання «Майстер спорту СРСР» з автомобільних перегонів.
У 1997 та 2010 році балотувався у Рівненську міську раду, але безуспішно.
Займав посаду Голови Комітету трекових гонок FAU та керівника відокремленого підрозділу Автомобільної Федерації України в Рівненській області.
Помер 21 квітня 2020 року.